# 東線獎章
東線勋章（德语：Ostmedaille），正式名称为1941-42年东方冬季战役勋章（德語：Medaille Winterschlacht im Osten 1941/42），是国防军的军事獎章，由阿道夫·希特勒于1942年5月26日颁設立。
東線獎章授予国防军和武装党卫军的任何成员，“以表彰在1941年11月15日至1942年4月15日期间与布尔什维克敌人和俄罗斯冬季斗争的经验”。它也被追授给在苏联境内因公殉职的任何服役人员。因為1941年的冬天德軍因嚴寒氣候而造成大量減員，它被讽刺地称为冷冻肉奖章或冷冻肉勋章（德语：Gefrierfleischorden）。 